# Goliath et le Cavalier masqué
Pour plus de détails, voir Fiche technique et Distribution.
Goliath et le Cavalier masqué (Golia e il cavaliere mascherato) est un film italien réalisé par Piero Pierotti, sorti en 1963. 

## Synopsis
Don Francisco, pour sauver son fief, promet sa fille Bianca en mariage à son voisin le duc don Ramiro.
Mais Bianca aime son cousin Juan et décide de s’enfuir avec lui. Les deux amoureux sont surpris par don Francisco et Juan est banni de ses terres. Bianca est enfermée au château en attendant la date de son mariage. Juan, sur la route, est fait prisonnier par des gitans commandés par une femme, Estella…

## Fiche technique
- Titre français   : Goliath et le cavalier masqué
- Titre original : Golia e il cavaliere mascherato
- Réalisation : Piero Pierotti
- Scénario : Luciano Martino et Piero Pierotti
- Adaptation française : Jacques Michau
- Dialogues français : Lucette Gaudiot
- Ingénieur du son : Maurice Laroche
- Production : Romana film, Rome
- Directeur de la photographie : Augusto Tiezzi
- Montage : Jolanda Benvenuti
- Musique : Angelo Francesco Lavagnino
- Costumes : Walter Patriarca
- Décors : Salvatore Giancotti
- Distribution en France : Cosmopolis films, les films Marbeuf
- Genre : Péplum
- Pays :  Italie
- Durée : 81 minutes
- Date de sortie :
  -  Italie : 17 novembre 1963
  -  France : 29 novembre 1964

## Distribution
- Mimmo Palmara (VF : Jean-Claude Michel) : Juan
- José Greci (VF :  Mireille Darc) : Bianca
- Ettore Manni (VF :  Jean-Pierre Duclos ) : le capitaine Blasco
- Alan Steel :  Goliath
- Arturo Dominici (VF : René Bériard ) : don Ramiro
- Loris Gizzi (VF : Richard Francœur) : l’émissaire du roi
- Pilar Cansino : Estella, la reine des gitans
- Dina De Santis : Dolores
- Piero Leri  (VF : Sady Rebbot ) : Felipe
- Renato Navarrini (VF : Louis Arbessier) : don Francisco
- Tullio Altamura (en) (VF : Roger Tréville) : Ruiz
- Ugo Sasso :  le commandant Hermann
- Armando Guarnieri : don Alvarez
- Antonio Corevi : Estaban
- Nando Angelini : le lieutenant
- Gianni Baghino : Goha, le trésorier
- Piero Pastore : le chef des gardes
- Sal Borgese : un gitan
- Gaetano Scala
- Fidel Gonzales (VF : Gérard Buhr ) : Palomito
- Ignazio Balsamo
- Mauro Mannatrizio
- Nello Pazzafini : un gitan

## Critique
Un bon moment à passer, malgré un script un peu 'sauvage' et peu de place laissée en fait à Goliath (ou Hercule dans la version anglaise).